# University of Missouri Press
University of Missouri Press este o editură universitară administrată de University of Missouri din Columbia, Missouri și Londra, Anglia; ea a fost fondată în 1958 în principal prin eforturile depuse de profesorul englez William Peden. Multe publicații ale editurii sunt scrise de locuitorii statului Missouri, se referă la acest stat sau sunt destinate locuitorilor statului. Principalele domenii abordate în cărțile tipărite de editură sunt istoria universală și a Americii, istoria militară, istoria intelectuală, biografiile, jurnalismul, studiile afro-americane, studiile feministe, critica literară a operelor americane, britanice și latino-americane, științele politice, studiile regionale și non-ficțiunea creativă. Editura a publicat 2.000 de cărți de la fondarea sa și publică în prezent aproximativ 30 de cărți cu specific academic în fiecare an.

## Publicații importante
Printre importante publicații au fost:
- Colecția de opere ale lui Langston Hughes
- Colecția de opere ale lui Eric Voegelin
- Seria Give 'em Hell, Harry a lui Robert H. Ferrell despre Harry Truman

## Colecții
Mark Twain and His Circle Series Arhivat în 22 martie 2015, la Wayback Machine., editată de Tom Quirk.
Această serie include cărți despre Mark Twain și despre cercurile pe care le-a frecventat (naționale, politice, artistice și altele), oferind un mediu editorial pentru noi proiecte de cercetare și, din când în când, retipărind studiile semnificative care nu au mai fost tipărite o lungă periadă.
The Missouri Biography Series Arhivat în 22 martie 2015, la Wayback Machine., editată de William E. Foley.
The Missouri Biography Series îndeplinește un obiectiv important al editurii — publicarea biografiilor cetățenilor notabili ai statului Missouri. Această serie se concentrează pe cetățenii care s-au născut în acest stat și pe cei ale căror cariere au avut un impact semnificativ asupra regiunii. De la jucătorul de baseball Stan Musial, la renumitul muzician Scott Joplin și până la fostul președinte Harry S. Truman, această serie scoate în evidență viața unor persoane notabile care au locuit în statul Missouri.
The Southern Women Series Arhivat în 22 martie 2015, la Wayback Machine., editată de Theda Perdue, Betty Brandon și Virginia Bernhard.
The Paul Anthony Brick Lectures Arhivat în 22 martie 2015, la Wayback Machine., care include lucrări scrise de cercetărori renumiți ca  John Hope Franklin și Sissela Bok.

## Reorganizare
Universitatea a propus în primăvara anului 2012 închiderea editurii și concedierea celor zece angajați prin stoparea subvenționării editurii de către universitate, estimată de către administrația Universității la 400.000 de dolari pe an și de cei care s-au opus deciziei de închidere la mai puțin de 250.000 de dolari pe an. Decizia a fost anulată în august 2012, ca urmare a protestelor publice. Un nou director a fost angajat în anul 2013.